# La Bazouge-de-Chemeré
La Bazouge-de-Chemeré és un municipi francès situat al departament de Mayenne i a la regió de País del Loira. L'any 2007 tenia 515 habitants.

## Demografia

### Població
El 2007 la població de fet de La Bazouge-de-Chemeré era de 515 persones. Hi havia 192 famílies de les quals 45 eren unipersonals (20 homes vivint sols i 25 dones vivint soles), 65 parelles sense fills i 82 parelles amb fills.
La població ha evolucionat segons el següent gràfic:
Habitants censats

### Habitatges
El 2007 hi havia 237 habitatges, 190 eren l'habitatge principal de la família, 27 eren segones residències i 20 estaven desocupats. 232 eren cases i 5 eren apartaments. Dels 190 habitatges principals, 147 estaven ocupats pels seus propietaris, 40 estaven llogats i ocupats pels llogaters i 3 estaven cedits a títol gratuït; 7 tenien dues cambres, 34 en tenien tres, 48 en tenien quatre i 101 en tenien cinc o més. 133 habitatges disposaven pel capbaix d'una plaça de pàrquing. A 74 habitatges hi havia un automòbil i a 102 n'hi havia dos o més.

### Piràmide de població
La piràmide de població per edats i sexe el 2009 era:
| Homes | Edats   | Dones |
| ----- | ------- | ----- |
| 0     | 95 o +  | 0     |
| 0     | 90 a 94 | 0     |
| 0     | 85 a 89 | 4     |
| 4     | 80 a 84 | 8     |
| 0     | 75 a 79 | 4     |
| 20    | 70 a 74 | 12    |
| 8     | 65 a 69 | 12    |
| 16    | 60 a 64 | 8     |
| 4     | 55 a 59 | 16    |
| 4     | 50 a 54 | 4     |
| 28    | 45 a 49 | 20    |
| 16    | 40 a 44 | 16    |
| 8     | 35 a 39 | 8     |
| 12    | 30 a 34 | 16    |
| 28    | 25 a 29 | 20    |
| 20    | 20 a 24 | 12    |
| 8     | 15 a 19 | 28    |
| 12    | 10 a 14 | 4     |
| 20    | 5 a 9   | 16    |
| 16    | 0 a 4   | 8     |

## Economia
El 2007 la població en edat de treballar era de 310 persones, 234 eren actives i 76 eren inactives. De les 234 persones actives 219 estaven ocupades (124 homes i 95 dones) i 15 estaven aturades (7 homes i 8 dones). De les 76 persones inactives 23 estaven jubilades, 30 estaven estudiant i 23 estaven classificades com a «altres inactius».

### Ingressos
El 2009 a La Bazouge-de-Chemeré hi havia 191 unitats fiscals que integraven 493,5 persones, la mediana anual d'ingressos fiscals per persona era de 16.530 €.

### Activitats econòmiques
Dels 10 establiments que hi havia el 2007, 1 era d'una empresa alimentària, 3 d'empreses de fabricació d'altres productes industrials, 1 d'una empresa de construcció, 1 d'una empresa de comerç i reparació d'automòbils, 1 d'una empresa de transport, 2 d'empreses d'hostatgeria i restauració i 1 d'una entitat de l'administració pública.
Dels 2 establiments de servei als particulars que hi havia el 2009, 1 era una autoescola i 1 fusteria.
L'únic establiment comercial que hi havia el 2009 era una fleca.
L'any 2000 a La Bazouge-de-Chemeré hi havia 48 explotacions agrícoles que ocupaven un total de 1.950 hectàrees.

## Equipaments sanitaris i escolars
El 2009 hi havia una escola maternal.

## Poblacions més properes
El següent diagrama mostra les poblacions més properes.